# Baldratia przewalskii
Baldratia przewalskii är en tvåvingeart som beskrevs av Marikovskij 1955. Baldratia przewalskii ingår i släktet Baldratia och familjen gallmyggor. Inga underarter finns listade i Catalogue of Life.